# كلير تشامبرز
كلير تشامبرز (بالإنجليزية: Clare Chambers)‏‏ (1966 - ) روائية من المملكة المتحدة.